# 畠賢一郎
畠 賢一郎（はた けんいちろう、1964年8月14日 - ）は、日本の歯科医師、医学者、実業家。ジャパン・ティッシュエンジニアリング代表取締役社長。名古屋大学医学部助教授や、富士フイルム再生医療研究所長等を歴任。内閣総理大臣賞受賞。

## 人物・経歴
愛知県出身。1991年広島大学歯学部卒業。歯科医師免許取得。1995年名古屋大学大学院医学研究科博士課程修了、博士（医学）。同年名古屋大学医学部附属病院歯科口腔外科非常勤医員。1996年名城病院歯科口腔外科医員。1997年名古屋大学大学院医学研究科助手。2000年名古屋大学医学部組織工学寄附講座助教授。2002年名古屋大学医学部附属病院遺伝子・再生医療センター助教授。2004年もり歯科医院歯科医師。
同年ジャパン・ティッシュ・エンジニアリング入社、取締役研究開発部長。2006年取締役研究開発部長兼営業部長。2009年常務取締役研究開発部長兼薬事部長。2010年常務取締役研究開発部長。2013年常務取締役事業開発室長。2014年常務取締役事業開発室長兼製品開発部長。2015年常務取締役事業開発室長兼生産技術部長。2015年取締役常務執行役員研究開発本部長兼事業開発室長兼生産技術部長。2016年取締役常務執行役員。2017年富士フイルム再生医療事業部長兼RD統括本部再生医療研究所長、セルラー・ダイナミクス・インターナショナル・ジャパン取締役。
同年ジャパン・ティッシュ・エンジニアリング代表取締役社長執行役員。2018年富士フイルムRD統括本部バイオサイエンステクノロジー開発センター副センター長。2019年富士フイルムRD統括本部バイオサイエンスエンジニアリング研究所副所長。同年ジャパン・ティッシュ・エンジニアリング代表取締役会長執行役員。2020年ジャパン・ティッシュ・エンジニアリング代表取締役社長執行役員。
組織再生研究や、外科矯正手術、再生医療産業化に従事し、日本初の再生医療製品を上市。日本再生医療学会理事等も務めた。「自家培養軟骨ジャックの製品化－わが国発の再生医療製品の実現－」により第5回ものづくり日本大賞内閣総理大臣賞受賞。2019年再生医療イノベーションフォーラム（FIRM）代表理事・会長に就任。